# Dellis Cay
Dellis Cay je privatni otok površine 2.3 km2 u otočju Turks i Caicos.
Ovaj otok nalazi se južno od Parrot Caya i sjeverno od Pine Caya. Dellis Cay nalazi se nekoliko milja od otoka Providenciales (veći otok oko 10 km jugozapadno od Dellis Caya) i dostupan je 20 minuta vožnje brodom. Otok je dobio ime po obitelji Dellis koja je živjela na otoku i zarađivala za život uzgojem spužvi pedesetih godina prošlog stoljeća. Osim što je poznat po uzgoju spužvi i školjkama, Dellis Cay je poznat i po velikoj kolekciji otočnih školjki koje se mogu pronaći uz njegovu obalu. Očekivalo se da će projekt nekretnina "The Residences at Mandarin Oriental Dellis Cay" biti otvoren sredinom 2010. godine, ali je projekt bankrotirao početkom 2010. godine i izgradnja je zaustavljena. Početkom 2011. projekt je otkazan zbog financijskih problema.

## Vanjske poveznice
- “Luksuzno u svojoj jednostavnosti” - Times of the Islands. Preuzeto 30. siječnja 2009.
- Web stranica Dellis Cay.
- Dellis Cay u trgovačkom centru TCI